# OpenCV
OpenCV – wieloplatformowa biblioteka funkcji wykorzystywanych podczas obróbki obrazu, oparta na otwartym kodzie i zapoczątkowana przez Intela. Jej autorzy skupiają się na przetwarzaniu obrazu w czasie rzeczywistym.

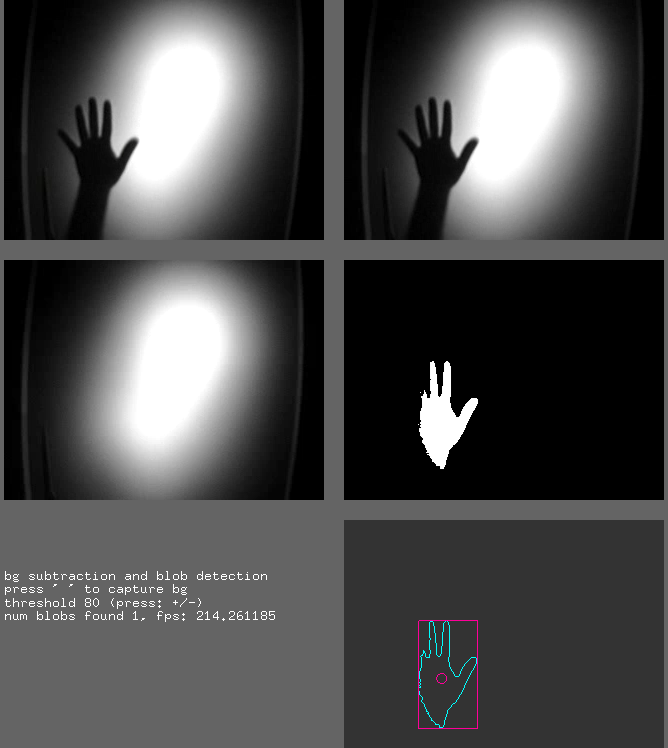
openFrameworks z OpenCV

## Wymagania dla Windows
Aby stworzyć niektóre fragmenty oprogramowania dotyczące zagadnień wejścia sygnału (z kamer) konieczne jest zainstalowanie bibliotek SDK DirectShow. Biblioteki te można znaleźć w podkatalogu Samples\Multimedia\DirectShow\BaseClasses Platformy SDK Microsoftu; po ściągnięciu należy je odpowiednio zainstalować, aby można było tworzyć oprogramowanie w OpenCV.
Ponadto w celu korzystania z mechanizmów wielowątkowych konieczna jest instalacja biblioteki TBB Intela.

## Języki programowania
Biblioteka została stworzona w języku C++, lecz istnieją nakładki umożliwiające korzystanie z niej również w językach C#, Python, Java (np. Emgu CV, JavaCV), JS (Node.js).

## Przykładowy kod programu
Kod napisany w języku C++. Wykorzystuje opisywaną bibliotekę. Jest to kod pozwalający na śledzenie, detekcję twarzy. 
```
#include
 
"opencv2/objdetect.hpp"

#include
 
"opencv2/highgui.hpp"

#include
 
"opencv2/imgproc.hpp"

#include
 
"opencv2/videoio.hpp"

#include
 
<iostream>

using
 
namespace
 
std
;

using
 
namespace
 
cv
;

void
 
wykryjIWyswietl
(
 
Mat
 
frame
 
);
 
//

CascadeClassifier
 
face_cascade
;

CascadeClassifier
 
eyes_cascade
;

int
 
main
(
 
int
 
argc
,
 
const
 
char
**
 
argv
 
)

{

    
CommandLineParser
 
parser
(
argc
,
 
argv
,

                             
"{help h||}"

                             
"{face_cascade|data/haarcascades/haarcascade_frontalface_alt.xml|Path to face cascade.}"

                             
"{eyes_cascade|data/haarcascades/haarcascade_eye_tree_eyeglasses.xml|Path to eyes cascade.}"

                             
"{camera|0|Camera device number.}"
);

    
parser
.
about
(
 
"
\n
Jest to demonstracyjny program wykorzystujący klasę cv::CascadeClassifier do"

                  
"wykrywania obiektów (Face + eyes) w strumieniu wideo.
\n
"

                  
"Można wykorzystać funkcjonalności Haar lub LBP.
\n\n
"
 
);

    
parser
.
printMessage
();

    
String
 
face_cascade_name
 
=
 
samples
::
findFile
(
 
parser
.
get
<
String
>
(
"face_cascade"
)
 
);

    
String
 
eyes_cascade_name
 
=
 
samples
::
findFile
(
 
parser
.
get
<
String
>
(
"eyes_cascade"
)
 
);

    

    
//-- 1. Ładowanie klasyfikatora kaskadowego - Haar

    
if
(
 
face_cascade
.
load
(
 
face_cascade_name
 
)
 
==
 
0
 
)

    
{

        
cout
 
<<
 
"Błąd wczytywania klasyfikatora twarzy! 
\n
"
;

        
return
 
-1
;

    
};

    
if
(
 
eyes_cascade
.
load
(
 
eyes_cascade_name
 
)
 
==
 
0
 
)

    
{

        
cout
 
<<
 
"Błąd wczytywania klasyfikatora oczu! 
\n
"
;

        
return
 
-1
;

    
};

    

    
int
 
camera_device
 
=
 
parser
.
get
<
int
>
(
"camera"
);

    
VideoCapture
 
capture
;

    

    
//-- 2. Otwieranie strumienia wideo 

    
capture
.
open
(
 
camera_device
 
);

    
if
 
(
 
capture
.
isOpened
()
 
==
 
0
 
)

    
{

        
cout
 
<<
 
"Nie udało się otworzyć strumienia wideo 
\n
"
;

        
return
 
-1
;

    
}

    

    
Mat
 
frame
;

    
while
 
(
 
capture
.
read
(
frame
)
 
)

    
{

        
if
(
 
frame
.
empty
()
 
)

        
{

            
cout
 
<<
 
"Brak ramki. -- Wyjście z pętli! 
\n
"
;
 

            
break
;
 
//wyjście z pętli

        
}

        

        
//-- 3. Stosowanie klasyfikatorów do bieżącej ramki wideo 

        
wykryjIWyswietl
(
 
frame
 
);
 
//Główna funkcja, zawiera główny algorytm 

        
if
(
 
waitKey
(
10
)
 
==
 
27
 
)
 
break
;
 
// wyjście z pętli

    
}

    
return
 
0
;

}

void
 
wykryjIWyswietl
(
 
Mat
 
frame
 
)

{

    
Mat
 
frame_gray
;

    
cvtColor
(
 
frame
,
 
frame_gray
,
 
COLOR_BGR2GRAY
 
);

    
equalizeHist
(
 
frame_gray
,
 
frame_gray
 
);

    

    
//-- Wykrywaj twarze

    
std
::
vector
<
Rect
>
 
faces
;

    
face_cascade
.
detectMultiScale
(
 
frame_gray
,
 
faces
 
);

    
for
 
(
 
size_t
 
i
 
=
 
0
;
 
i
 
<
 
faces
.
size
();
 
i
++
 
)

    
{

        
Point
 
center
(
 
faces
[
i
].
x
 
+
 
faces
[
i
].
width
/
2
,
 
faces
[
i
].
y
 
+
 
faces
[
i
].
height
/
2
 
);

        
ellipse
(
 
frame
,
 
center
,
 
Size
(
 
faces
[
i
].
width
/
2
,
 
faces
[
i
].
height
/
2
 
),
 
0
,
 
0
,
 
360
,
 
Scalar
(
 
255
,
 
0
,
 
255
 
),
 
4
 
);

        
Mat
 
faceROI
 
=
 
frame_gray
(
 
faces
[
i
]
 
);

        

        
//-- Dla każdej twarzy, szukaj oczu (wykrywaj) 

        
std
::
vector
<
Rect
>
 
eyes
;

        
eyes_cascade
.
detectMultiScale
(
 
faceROI
,
 
eyes
 
);

        
for
 
(
 
size_t
 
j
 
=
 
0
;
 
j
 
<
 
eyes
.
size
();
 
j
++
 
)

        
{

            
Point
 
eye_center
(
 
faces
[
i
].
x
 
+
 
eyes
[
j
].
x
 
+
 
eyes
[
j
].
width
/
2
,
 
faces
[
i
].
y
 
+
 
eyes
[
j
].
y
 
+
 
eyes
[
j
].
height
/
2
 
);

            
int
 
radius
 
=
 
cvRound
(
 
(
eyes
[
j
].
width
 
+
 
eyes
[
j
].
height
)
*
0.25
 
);

            
circle
(
 
frame
,
 
eye_center
,
 
radius
,
 
Scalar
(
 
255
,
 
0
,
 
0
 
),
 
4
 
);

        
}

    
}

    

    
//-- Prezentowanie wyniku pracy algorytmu 

    
imshow
(
 
"Przechwycony obraz - Wykrywanie twarzy"
,
 
frame
 
);

}

```